# Maciej Sikała

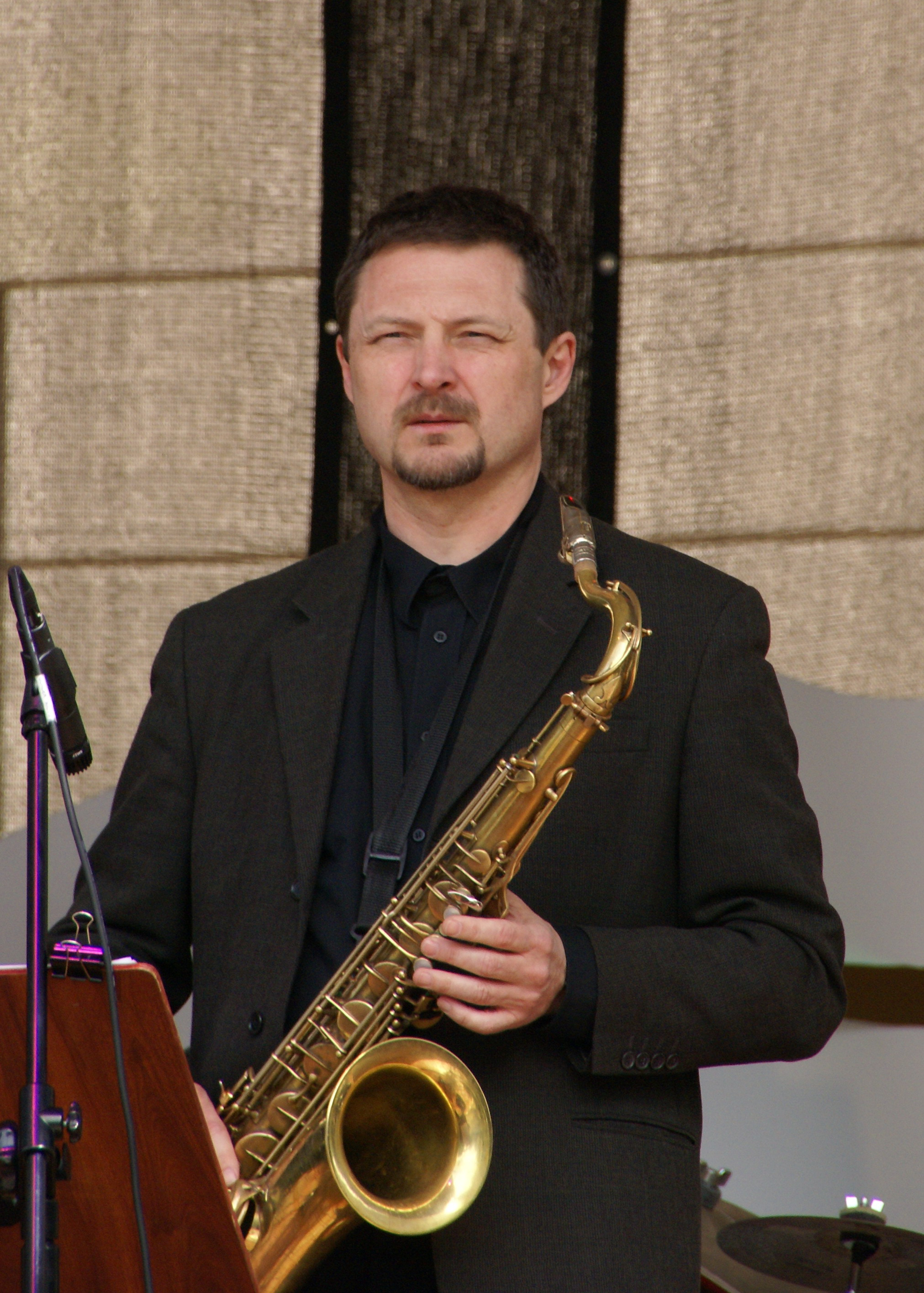
Maciej Sikała (2010)

Maciej Sikała (* 7. September 1961 in Gdańsk) ist ein polnischer Jazzmusiker (Tenorsaxophon). 

## Leben und Wirken
Sikała begann seine musikalische Ausbildung 1973 an der Staatlichen Musikschule Grażyna Bacewicz in Gdańsk-Wrzeszcz. Ab 1979 besuchte er vier Jahre lang das Fryderyk-Chopin-Musikgymnasium in Gdańsk-Wrzeszcz. Zwischen 1983 und 1987 absolvierte er ein Studium der Jazz- und Popmusik an der Musikakademie Kattowitz. 
Bereits während des Studiums spielte Sikała in einer Bigband und in der Combo von Kazimierz Jonkisz (mit der er 1984 aufnahm). 1993 schloss er sich den Gruppen Quintessence und Miłość an; mit Miłość, zu der auch Leszek Możdżer gehörte, nahm er zwei Alben mit Lester Bowie auf, Not Two (1995) und Talkin' About Life and Death (2000). Mitte der 1990er Jahre hatte Sikała auch Gelegenheit, mit Kenny Wheeler zu spielen. Weiterhin machte er eine Reihe von Aufnahmen als Sideman, vor allem mit Krzysztof Herdzin, Piotr Wojtasik und Piotr Rodowicz. 1996 wurde er Mitglied von Wojtasiks Quintett. Sikała nahm 1998 als Leiter eines Trios sein Debütalbum Blue Destinations auf, das bei Power Bros erschien. 2001 folgte The Sheep Is Found, das für einen Fryderyk nominiert wurde. Weitere Alben unter eigenem Namen wie Another One for... (2007) oder Live in Klub Żak (2017) folgten. 2008 wurde ein Duoalbum mit dem Gitarristen Leszek Dranicki veröffentlicht.
Weiterhin ist Sikała  auf Alben von Jarek Śmietana, Kuba Stankiewicz und Piotr Schmidt zu hören. 2004 nahm er an einer Tournee von Billy Harper teil. Außerdem ist er mit Reggie Workman, Miles Griffith, David Liebman, Clarence Seay, Ronnie Burrage, Billy Hart, Joanne Brackeen, Wojciech Niedziela, Artur Dutkiewicz, Jan Ptaszyn Wróblewski und Henryk Miśkiewicz aufgetreten.

## Lexikalischer Eintrag
- Adam Cegielski & Barry Kernfeld Sikała, Maciej in: The New Grove Dictionary of Jazz 2002